# Rauschengrund (Schwarzenbach am Wald)
Rauschengrund (auch Leimengründlein oder Leimergrund genannt) ist ein Gemeindeteil der Stadt Schwarzenbach am Wald im Landkreis Hof (Oberfranken, Bayern). Der wüst gefallene Gemeindeteil lag in der Gemarkung Schwarzenstein.

## Geografie
Die Einöde lag 120 Meter südlich von Schwarzenstein und war nur über Wirtschaftswege erreichbar.

## Geschichte
Anfang des 18. Jahrhunderts gehörte Rauschengrund zu den Rittergütern Schwarzenstein-Oberes Schloss. und Schwarzenstein-Unteres Schloss.
Der Ort wurde 1794 letztmals erwähnt und war schon einmal im frühen 19. Jahrhundert eine Wüstung.
Infolge des Ersten Gemeindeedikts wurde Rauschengrund dem 1812 gebildeten Steuerdistrikt Schwarzenbach und der zugleich entstandenen Ruralgemeinde Schwarzenstein zugewiesen. Im Zuge der Gebietsreform in Bayern wurde Rauschengrund am 1. Mai 1978 nach Schwarzenbach am Wald eingemeindet.

### Einwohnerentwicklung
| Jahr      | 001861 | 001871 | 001885 | 001900 | 001925 | 001950 | 001961 | 001970 | 001987 |
| Einwohner | 8      | 5      | 5      | 8      | 5      | 9      | 1      | 0      | 0      |
| Häuser    |        |        | 1      | 1      | 1      | 1      | 1      |        | 0      |
| Quelle    | [ 9 ]  | [ 10 ] | [ 11 ] | [ 12 ] | [ 13 ] | [ 14 ] | [ 15 ] | [ 16 ] | [ 17 ] |

## Religion
Rauschengrund war evangelisch-lutherisch geprägt und nach Schwarzenbach am Wald gepfarrt.